# Edward Largent jr.
Edward James Largent jr. (Waukegan, 8 februari 1936) is een Amerikaanse componist, muziekpedagoog, pianist en klavecimbelspeler.

## Levensloop
Largent jr. studeerde aan de Ohio State University in Columbus en behaalde zowel zijn Bachelor of Science als zijn Bachelor of Music. Vervolgens studeerde hij aan de Universiteit van Illinois te Urbana-Champaign in Urbana en behaalde zijn Master of Music. Hij voltooide zijn studies aan zijn Alma mater, de Ohio State University en promoveerde tot Ph.D. (Philosophiæ Doctor) met het proefschrift An Investigation into the Perceptibility of Twelve-Tone Rows in 1972. Later studeerde hij nog klavecimbel in cursussen en masterclasses. 
Vanaf 1970 was hij docent voor muziektheorie, harmonie, muziekanalyse en compositie aan de Dana School of Music aan de Youngstown State University in Youngstown. Tot zijn leerlingen behoren onder anderen Jason Howard, Brett Miller, David Josiah Moore en Joseph Natoli. 
Als pianist en klavecinist werkte hij in Ohio en Pennsylvania; hij gaf recitals en kamermuziekconcerten. 
Largent schreef een aantal werken voor orkest, harmonieorkest, vocale muziek en kamermuziek.

## Composities

### Werken voor orkest
- 1994 Concert, voor piano en strijkorkest
- 2004 Americana Concerto, voor piano en orkest

### Werken voor harmonieorkest of koperensemble
- 1966 Symphony in Brass
- 2011 A Farewell to Dana, concertmars

### Vocale muziek

#### Liederen
- Two together, voor sopraan en tuba

### Kamermuziek
- 1965 Sonate nr. 1, voor trombone en piano
- 1984 Four Shorts, voor tuba en piano
- 1986 Sonate nr. 2, voor trombone en piano
- 1987 Blaaskwintet nr. 1
- 1990 Woodwind Quartet nr. 1, voor dwarsfluit, hobo, klarinet en fagot
- 1991 Sonate, voor klarinet en piano
- 1992 Seven Shorts, voor tuba en piano
- Sonate, voor hoorn en piano